# Caleb Okoli
Memeh Caleb Okoli (* 13. července 2001) je italský profesionální fotbalista, který hraje na pozici středního obránce za anglický klub Leicester City FC.

## Klubová kariéra
V létě 2016 se připojil k mládežnickým týmům Atalanty a v sezóně 2018/19 začal hrát za jejich tým do 19 let. V této a následující sezóně byl příležitostně povolán do seniorského týmu Atalanty, ale nikdy se na hřišti neobjevil. Klub také reprezentoval v sezóně 2019/20 v Juniorské lize UEFA.
Dne 25. září 2020 odešel na hostování do klubu Serie B S.P.A.L.
V Serii B debutoval za S.P.A.L. 21. listopadu 2020 v zápase proti Pescaře. Nastoupil a odehrál celý zápas při vítězství 2:0.
Dne 12. července 2021 přestoupil na sezónní hostování do klubu US Cremonese.
Okoli se vrátil do Atalanty v červenci 2022 po skončení hostování a pro následující sezónu byl začleněn do prvního týmu. V Serii A debutoval 13. srpna 2022 při vítězství 2:0 nad Sampdorií.
Dne 1. září 2023 se Okoli přesunul na sezónní hostování do klubu Frosinone Calcio.

### Leicester City
Dne 9. července 2024 podepsal Okoli pětiletou smlouvu s klubem Leicester City FC v Premier League. Okoli debutoval za klub 1. září 2024 při porážce 2:1 s Aston Villou.

## Reprezentační kariéra
Narodil se v Itálii rodičům nigerijského původu, je původem z etnik Igbo a Joruba. V roce 2019 byl poprvé povolán do italské reprezentace do 19 let.
Svůj debut v italském týmu do 21 let si odbyl 7. září 2021, když nastoupil v základní sestavě v kvalifikačním zápase při vítězství 1:0 nad Černou Horou. Do seniorského italského týmu byl povolán pro zápasy Ligy národů UEFA 2024/25 proti Francii a Izraeli ve dnech 6. a 9. září 2024.

## Statistiky

### Klubové
Platí k zápasu hranému 4. ledna 2025.
| Klub                  | Sezóna            | Liga              | Liga   | Liga | Národní pohár | Národní pohár | Ligový pohár | Ligový pohár | Kontinentální | Kontinentální | Celkově | Celkově |
| Klub                  | Sezóna            | Soutěž            | Zápasy | Góly | Zápasy        | Góly          | Zápasy       | Góly         | Zápasy        | Góly          | Zápasy  | Góly    |
| --------------------- | ----------------- | ----------------- | ------ | ---- | ------------- | ------------- | ------------ | ------------ | ------------- | ------------- | ------- | ------- |
| Atalanta              | 2020/21           | Serie A           | 0      | 0    | 0             | 0             | —            | —            | 0             | 0             | 0       | 0       |
| Atalanta              | 2021/22           | Serie A           | 0      | 0    | 0             | 0             | —            | —            | 0             | 0             | 0       | 0       |
| Atalanta              | 2022/23           | Serie A           | 17     | 0    | 0             | 0             | —            | —            | —             | —             | 17      | 0       |
| Atalanta              | 2023/24           | Serie A           | 0      | 0    | 0             | 0             | —            | —            | 0             | 0             | 0       | 0       |
| Atalanta              | Celkově           | Celkově           | 17     | 0    | 0             | 0             | —            | —            | 0             | 0             | 17      | 0       |
| S.P.A.L. (hostování)  | 2020/21           | Serie B           | 16     | 1    | 3             | 0             | —            | —            | —             | —             | 19      | 1       |
| Cremonese (hostování) | 2021/22           | Serie B           | 27     | 0    | 1             | 0             | —            | —            | —             | —             | 28      | 0       |
| Frosinone (hostování) | 2023/24           | Serie A           | 34     | 0    | 3             | 0             | —            | —            | —             | —             | 37      | 0       |
| Leicester City        | 2024/25           | Premier League    | 13     | 0    | 0             | 0             | 3            | 0            | —             | —             | 16      | 0       |
| Celkově v kariéře     | Celkově v kariéře | Celkově v kariéře | 107    | 1    | 7             | 0             | 3            | 0            | 0             | 0             | 117     | 1       |